# Черкизово (исторический район, Преображенское)
Черки́зово — исторический район на востоке города Москвы на территории района Преображенское Восточного административного округа, ранее крупное село Черкизово-Подмосковное в ближайшем Подмосковье, известное с XVI века.
Расположено между Преображенской площадью и Щёлковским шоссе и включает в себя территорию, на которой пролегают Большая, Малая и 3-я Черкизовские улицы, а также расположена станция метро «Черкизовская», остановочный пункт МЦК Локомотив, находящийся в границах  железнодорожной станции МК МЖД Черкизово, и
станция Мочальская Электрозаводской железнодорожной ветки.

## История
Название «Черкизово», по версии академика С. Б. Веселовского (1876—1952), происходит от ордынского царевича Серкиза, после крещения ставшего Иваном Серкизовым:
«По государеву родословцу при великом князе Дмитрии Донском выехал из Золотой Орды царевич Серкиз и на Москве крестился. Имя Серкиз, по-видимому, испорченное имя армяно-григорианской церкви Саркиз. Сын Серкиза Андрей Иванович Серкизов на Куликовом поле был воеводой Коломенского (в некоторых летописях Переяславского) полка и был убит в бою Мамаем, с которым, может быть, у его отца были старые счеты. У Андрея Ивановича Серкизова (иногда — Черкизова) был сын Федор, носивший прозвище Старко, и от него пошла боярская фамилия Старковых, угасшая в конце XVI века».
Иван Серкизов владел обширными земельными владениями — возможно, купленными на ордынские богатства или пожалованными от князя. Среди вотчин Ивана Серкизова-Черкизова было и подмосковное село, получившее впоследствии название Черкизово.
Иван Серкизов продал село другому выходцу из Золотой Орды, крещёному татарину Илье Озакову — в Черкизове ещё в XX веке существовал названный в честь него Озаковский переулок. Крещённые татары Илья и Сергей Озаковы были слугами митрополита Алексия и занимали при его дворе видное место. Илья Озаков выстроил в Черкизове церковь Ильи Пророка. Оригинальный храм не сохранился: стоящая на его месте новая Ильинская церковь выстроена позже, в 1690 году.
Илья Озаков владел Черкизовым недолго и продал его митрополиту Алексию. Митрополит Алексий в 1378 году завещал Чудову монастырю многочисленные вотчины, в их числе было и село Черкизово. После этого Черкизово четыре века находилось во владении Чудова монастыря. В 1764 году монастырские земли вместе с проживавшими на них крестьянами были конфискованы в казну.
В селе Черкизово-Подмосковное, на 1870 год, было: 36 дворов, 14 лавок, 7 питейных домов, 4 трактира.

### Одноимённые селения
Несколько сёл и деревень в Московском уезде, также носили название «Черкизово»:
- Черкизово на реке Москве в десяти километрах от Коломны (также бывшее крупное владение рода Черкизовых, которое затем по духовной грамоте 1462 года великого князя Василия Темного было передано его жене Марье Ярославне),
- Черкизово, ранее деревня, на реке Клязьме в двадцати километрах от Москвы.
- Черкизово, ранее село в Черкизовской волости, Горетов стан, в двух десятках километров с северо-западу от столицы (известное с XV века, а во второй половине XVII века пожалованное шурину царя — Льву Кирилловичу Нарышкину), в период Союза ССР вошло в п.г.т. Новоподрезково, сейчас микрорайон, справа от Ленинградского шоссе, в Молжаниновском районе Москвы.

### Топонимика
В XIX веке возникло название Большой Черкизовской улицы и 3-й Черкизовской улицы (первоначально существовало 12 номерных Черкизовских улиц и 5 номерных проездов), а в 1952 году (31.03.1952) — Малой Черкизовской улицы. Их месторасположение — в районе станций метро «Преображенская площадь» и «Черкизовская». Большая Черкизовская улица стала центральной магистралью в районе Преображенское. Заканчивается Большая Черкизовская у станции метро «Черкизовская».

## Здания, сооружения и строения

### РЖД Арена
РЖД Арена (до 1955 года стадион «Сталинец»; c 1955 по 5 августа 2017 — стадион «Локомотив»; адрес: Большая Черкизовская улица, 125c1) возник на территории известной[кому?] в своё время Черкизовской рощи, посаженной на месте, где раньше было Калошинское кладбище. Топоним Большая Черкизовская улица теперь имеет устойчивую ассоциацию[что?]: «спорт», «стадион», «футбол».

### Кинотеатр «Севастополь»
Стоял закрытым не одно десятилетие, обнесённый забором. Был единственным кинотеатром в Москве, который располагался непосредственно на берегу пруда. Существовали так и нереализованные планы его восстановления.
В соответствии с планом работ по благоустройству Черкизовского пруда и прилегающей территории, кинотеатр был снесён в марте 2020 года.

### Мосты

#### Щёлковский путепровод
Щёлковский путепровод — мост-путепровод над железнодорожной станцией Черкизово; соединяет Большую Черкизовскую улицу (исторический район «Черкизово») и Щёлковское шоссе (исторический район «Калошино»). К восточной части эстакады примыкают Амурская улица и Проектируемый проезд № 890. Троллейбусная контактная подвеска (демонтирована).
4 полосы движения в каждую сторону; после реконструкции (в ходе строительства 4ТК) будут заменены элементы полотна моста, отремонтированы пролётные строения и опоры, а также будет проведена реконструкция лестничных сходов с увеличением ширины проезжей части до четырёх метров.

### Церковь Ильи Пророка
Церковь Ильи Пророка расположена на улице, примыкающей к Большой Черкизовской, ранее носившей необычное название (ныне упразднённой) — улица Штатная Горка. Считается, что этот топоним, появившийся на карте Москвы в XIX веке, связан с проживавшими здесь штатными чиновниками архиерейского двора. Ильинская церковь расположена в живописном возвышенном месте, близ неё — большой пруд и дача митрополита.

### Электродепо
На территории Черкизово находится электродепо (неофициальный термин: метродепо) «Черкизово», обслуживающее Сокольническую линию Московского метрополитена.

## Природно-исторический парк «Черкизовский»
Природно-исторический комплекс на востоке Москвы, в пойме р. Сосенки (в коллекторе) — Большая Черкизовская улица, владения 103—105.

## Водоёмы

### Река Сосенка
Сосенка — правый приток Хапиловки, исток её расположен за МКАД, втекает в город в районе Гольянова, а длина всей реки — почти девять километров. Сейчас основная часть русла Сосенки, как и многих других московских речек, заключена «в трубу». Только на территории Черкизовского пруда можно увидеть воды Сосенки, питающие данный водоём.

### Черкизовский пруд
Черкизовский (Архиерейский) пруд. Этот пруд — часть русла речки Сосенки, на берегах которой когда-то в старину и начало расти село Черкизово.

Пруд, а возможно это другой Черкизовский пруд, претендует за звание самого старого искусственного водоёма на территории сегодняшней Москвы: местные крестьяне запрудили реку Сосенку ещё в XIV веке. На берегах пруда расположены дворец детского творчества, электродепо «Черкизово», обслуживающее Сокольническую линию Московского метрополитена, и 54-я клиническая больница.

## Транспорт
- Черкизово (транспортно-пересадочный узел)

### Наземный транспорт
- Трамваи: 4, 13, 36;
- Автобусы: 34, 34к, 52, 171, 230, 372, 449, 469, 469к, 716, 974, т32, т41, т83, н15

### Ближайшая станция метро
- Станция метро «Черкизовская»

### Железнодорожный транспорт
- Платформа МЦК Локомотив (станция Черкизово)
- Электрозаводская железнодорожная ветка
  - станция Мочальская
- Восточный вокзал (проектное название: Черкизовский)